# خورخه الی‌یسر گائیتان
خورخه الی‌یسر گائیتان (اسپانیایی: Jorge Eliécer Gaitán‎؛ ‏ ۲۳ ژانویهٔ ۱۹۰۳ – ۹ آوریل ۱۹۴۸) سیاستمدار چپگرای کلمبیایی و رهبر حزب لیبرال آن کشور بود. او به عنوان شهردار بوگوتا (۱۹۳۶–۱۹۳۷)، وزیر آموزش ملی (۱۹۴۰–۱۹۴۱) و وزیر کار، بهداشت و رفاه اجتماعی کلمبیا (۱۹۴۳–۱۹۴۴) خدمت کرده است. او در طول دومین مبارزات انتخاباتی ریاست جمهوری خود در سال ۱۹۴۸ ترور شد که بوگوتازو را در پی داشت و منجر به یک دوره ناآرامی همراه با خشونت  سیاسی در تاریخ کلمبیا به نام «ویولنسیا» (تقریباً از ۱۹۴۸ تا ۱۹۵۸) گردید. افکار و ایده‌های او که به عنوان «گائیتانیزم» شناخته می‌شود، به عنوان شکلی از سوسیالیسم لیبرال در کلمبیا تلقی می‌گردد.

## بیشتر بخوانید
- Bernstein, Harry (1964). Venezuela & Colombia. Prentice-Hall. ISBN 0-1394-1559-9.
- Braun, Herbert, The Assassination of Gaitán: Public Life and Urban Violence in Colombia. (1985)
- Sharpless, Richard. Gaitán of Colombia: A Political Biography. (1978)
- Weyl, Nathaniel (1961). Red Star Over Cuba, the Russian Assault on the Western Hemisphere. Arlington House. ISBN 0-8159-6705-5.
- Wolf, Paul, The Assassination of Gaitán, in "Evolution of the Colombian Civil War" (collection of declassified U.S. documents online) COLOMBIAWAR.ORG – History of the Colombian Civil War